# Михаил Йовов
Михаил Йовов Йовов  е български офицер (генерал-майор), началник на щаба на армията в периода от 18 май 1934 до 19 май 1934, министър на народното просвещене в периода от 23 ноември 1935 г. до 4 юли 1936, министър на железниците, пощите и телеграфите в периода от 23 октомври 1936 г. до 14 ноември 1938 г.

## Биография
Михаил Йовов е роден на 2 юли 1886 г. в Пловдив. През 1905 г. завършва Военното училище в София, като на 2 август е произведен в чин подпоручик и зачислен в 4-ти артилерийски полк.  През 1912 г. завършва Николаевската генерал-щабна академия в Санкт-Петербург, Русия, а по-късно завършва и Търговско-стопанския факултет на Свободния университет в София (днес УНСС).

### Балканска война (1912 – 1913)
През Балканската война (1912 – 1913) е командир на батарея в 4-ти артилерийски полк.
През 1922 г. е назначен на служба в 6-а пехотна дружина, след което от 1923 г. е инспектор на класовете от Военното училище и през 1929 г. е назначен за началник на Военното училище. На 30 април 1933 г. е произведен в чин генерал-майор, а от 1934 г. е началник-щаб на армията. След Деветнадесетомайския преврат през 1934 г. е уволнен от армията. По време на военната си кариера служи и в 3-ти артилерийски полк, като началник-щаб на 1-ва бригада от 10-а пехотна дивизия.
В периода 1940 – 1944 г. е депутат в XXV ОНС. След 9 септември 1944 емигрира в Швеция, а след това и в Аржентина, където умира на 64-годишна възраст. Осъден е задочно от т. нар. Народен съд на смърт.

### Семейство
Генерал-майор Михаил Йовов е женен и има 1 дете.

## Военни звания
- Подпоручик (2 август 1905)
- Поручик (15 октомври 1908)
- Капитан (15 октомври 1912)
- Майор (27 февруари 1917)
- Подполковник (20 август 1919)
- Полковник (6 май 1925)
- Генерал-майор (30 април 1933)

## Награди
- Военен орден „За храброст“ IV степен, 1 и 2 клас
- Княжеский орден „Св. Александър“ II степен